# Vallehermoso (La Gomera)
Vallehermoso is een gemeente in de Spaanse provincie Santa Cruz de Tenerife in de regio Canarische Eilanden met een oppervlakte van 109 km². Het is een groen en vruchtbaar bergachtig gebied op het vulkanisch eiland La Gomera. Vallehermoso telt 2.979 inwoners (1 januari 2016).

## Landschap

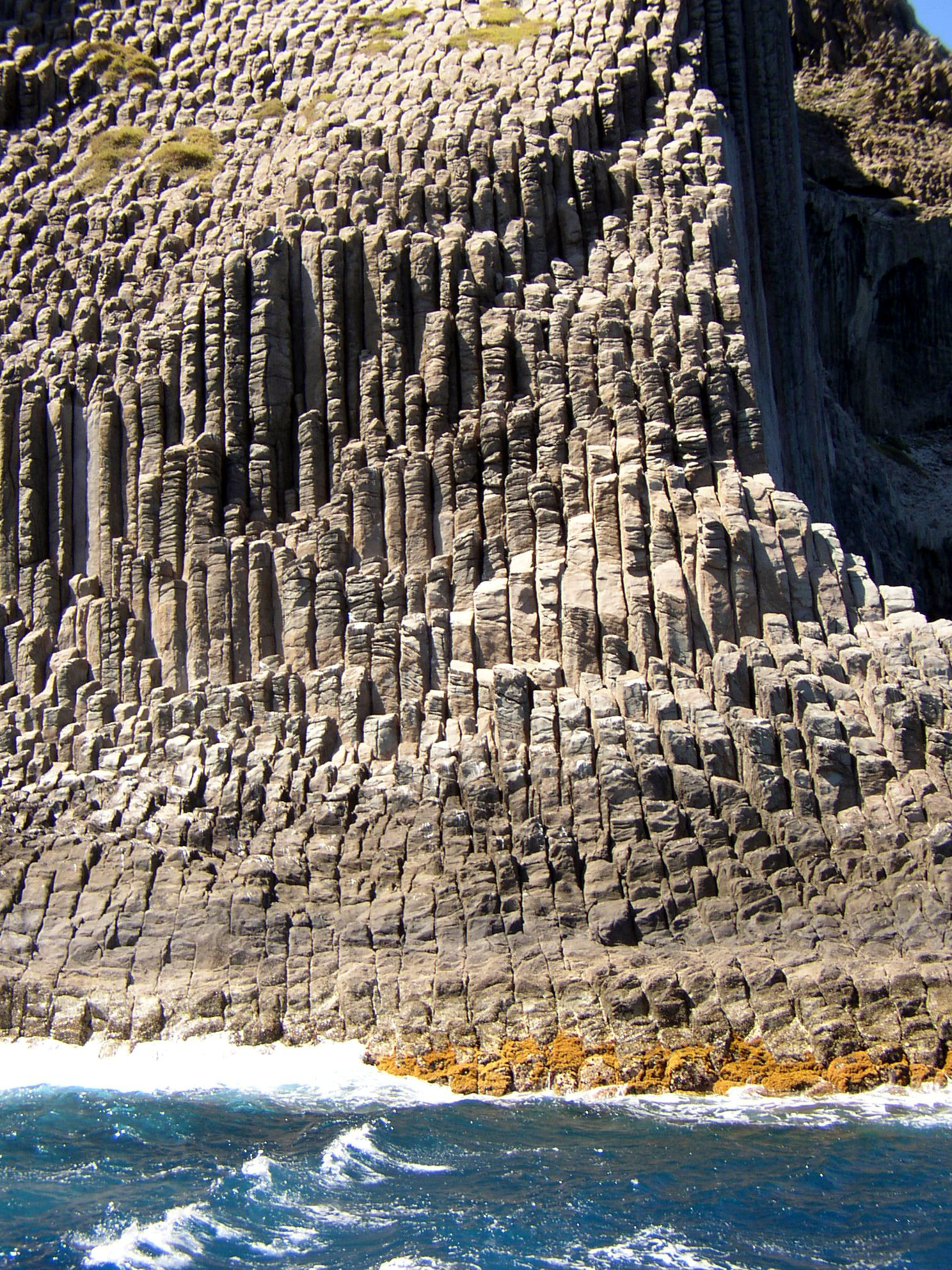
Los Organos

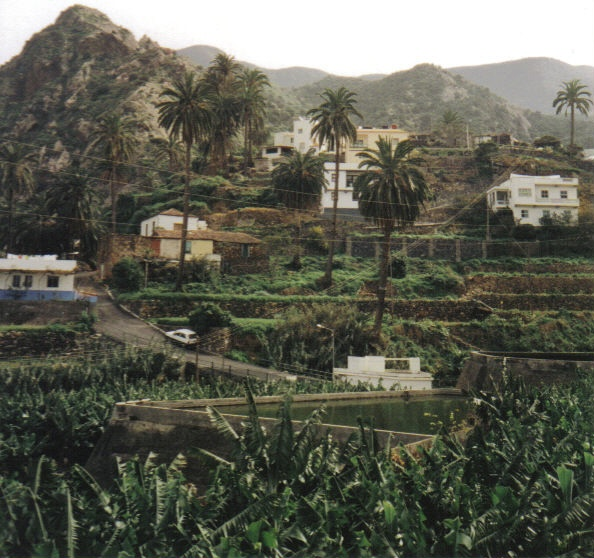
Terrasvormige opbouw tegen de bergen met daarop enkele huizen, op de voorgrond zijn de bananenplantages te zien van Vallehermoso.

Vallehermoso wordt bezocht door wandelliefhebbers en rustzoekers. Indrukwekkende gebergten, bossen en de ruige kust tekenen de natuurlijke kant van Vallehermoso. Los Organos is een steile rotsformatie met vele verticale basalttorens die lijken op de pijpen van een orgel, het is alleen vanaf zee zichtbaar.
De op buureiland Tenerife gelegen vulkaan El Teide (hoogste berg van Spanje) is hier vanaf de toppen van de bergen te zien; het leven is hier een stuk rustiger dan op Tenerife.

## Cultuur
De tijden toen de agrarische cultuur in dit gebied nog overheerste is verleden tijd. Maar met kleine supermarkten, banken en zelfs een internetcafé, waant men zich hier in de 21e eeuw. De dorpsbewoners laten in met de moderne tijd en blijven rustig, er is altijd genoeg tijd voor een praatje en de vreemdeling wordt met vriendelijke nieuwsgierigheid ontvangen.

## UNESCO-Werelderfgoed: Nationaalpark Garajonay
In het zuiden ligt het groene hart van La Gomera: het Nationaal park Garajonay, sinds 1986 UNESCO-Werelderfgoed en daarbij het oudste en tegelijkertijd laatste oerwoud dat bij Europa hoort. Oude kronkelende bomen kammen het vocht uit de passaatwolken en de met mos bedekte bodem en stammen.

## Noordkust: Castillo del Mar
De ruige noordkust is de reden van afzondering geweest van Vallehermoso. De Atlantische golven slaan op de rotsen en alleen Castillo del Mar, lang geleden een overlaadstation voor bananen, daarna een uniek café en cultureel centrum (maar nu in verval), heeft de golven weerstaan. De weg er naar toe is over grote stukken weggeslagen. Vlakbij ligt het parque maritimo met (alleen in de zomermaanden geopende) zoutwaterbaden met restaurant om te zonnen en uit te rusten na een lange dag wandelen.
Agulo · Alajeró · Hermigua · San Sebastián de La Gomera · Vallehermoso · Valle Gran Rey